# Caló basc
Caló basc o erromintxela (en basc) és el nom que rep la parla dels gitanos del País Basc (buhameak o ijitoak, en basc). És una variant de l'idioma romaní, amb grans influències del basc. El grup humà que el parla també és denominat erromintxela. Aquest grup ètnic, part del poble gitano, viu a les províncies de Biscaia, Guipúscoa i Navarra (a l'Estat espanyol) i a Lapurdi i les zones muntanyenques de Zuberoa (a França).

## Història
L'estudi d'aquest dialecte del romaní va començar l'any 1885. I el 1921 el van estudiar Berraondo i Oyarbide.
En l'actualitat s'han realitzat diferents estudis lingüístics sobre el caló basc, entre ells el de l'associació gitano-basca "Kale dor Kayiko".

## Vocabulari
- Mare: batia
- Pare: batoa
- Cap: keroa
- Mà: basta
- Cama: pindrua
- Nom: txipa
- Casa: kera
- Botiga: mertxa
- Gran: baroa
- Petit: txinoa
- Bonic: pukerra
- Bo: latxoa
- Aigua: pañia
- Llet: xuta
- Vi: mola
- Caca: fula
- Gos/Policia: txukela
- Gat: txitxaia
- Treballar: kurratu
- Demanar: mangatu
- Estimar: piratu
- Beure: piautu
- Anar: najel egin
- Veure: dikelatu
- Fer: kerau